# Jens F. Jensen
Jens Frederik Jensen (født 1953) er en dansk professor og forsker indenfor bl.a. medieforskning og i de senere år særligt feltet omkring oplevelsesøkonomi, oplevelseserhverv og oplevelsesdesign. Han er tilknyttet Aalborg Universitet under InDiMedia (Center for Interaktive Digitale Medier & Oplevelsesdesign), Institut for Kommunikation og Psykologi, ExCITe – Center for Experience Economy, Creative Industries and Technologies, samt Invio - Innovationsnetværk for oplevelseserhverv.
Han har publiceret adskillige artikler og bøger indenfor sine respektive forskningsområder som interaktionsdesign, oplevelsesdesign, user experience, user experience design, oplevelsesøkonomi og kommunikation.
Hendes Majestæt Dronning Margrethe har udnævnt Jens F. Jensen til Ridder af Dannebrogordenen den 15. september 2017. Han blev indstillet på baggrund af hans ledende rolle i universitetets indsats inden for oplevelseserhvervene, især inden for museums- og kulturarvsområdet. Han har været en nøgleskikkelse i udviklingen af Institut for Kommunikations digitale miljøer, fokuserende på oplevelsesøkonomi. Jens' forskning og engagement har været afgørende for uddannelsesudvikling, forskningskapacitet og mentorering af yngre forskere.

## Publiceret litteratur
Jens F. Jensen har publiceret en del bøger og artikler, hvoraf nogle af de mest kendte er:
- Reklame – kultur
- Teknologi Semiotik – to essays om teknologiens betydning og betydningens teknologi
- Analyser af tv & tv-kultur
- Multimedier, hypermedier, interaktive medier (FISK-serien; 3)
- Internet, World Wide Web & Netværks-kommunik@tion – om netmedier, webkulturer, 3D virtuelle verdener og meget mere... (FISK-serien; 4)